# Ulrich Keil
Ulrich Keil (* 1943 in Berlin) ist ein deutscher emeritierter Epidemiologe. Seine Forschungsschwerpunkte sind Epidemiologie und Prävention von Herz-Kreislauf-Erkrankungen. 

## Leben und berufliche Laufbahn
Keil studierte Medizin an den Universitäten Gießen, Kiel und Heidelberg. Seine Facharztausbildung in Innerer Medizin absolvierte er am Krankenhaus Enköping in Schweden (1970–1971), in Mannheim und an der Universität Heidelberg.
1974–1977 studierte er Epidemiologie und Public Health an der UCLA, wo er 1972 den MPH erhielt, außerdem an der UNC. Dort erwarb er 1980 seinen PhD.
1979–1987 war er Direktor der Abteilung Epidemiologie am Institut für Medizinische Informatik und Versorgungsforschung. 1987–1993 war er Professor und Lehrstuhlinhaber der Abteilung für Sozialmedizin und Epidemiologie an der Ruhr-Universität Bochum. Von 1989 bis 2016 war er Adjunct Professor an der University of North Carolina at Chapel Hill, School of Public Health.
1993–2009 war er Professor an der Universität Münster, deren Abteilung für Epidemiologie er begründete.
2008 wurde er zum Fellow des Royal College of Physicians in London ernannt.
2009 wurde Keil emeritiert.

## Mitgliedschaften und Funktionen
- Keil wirkte seit 1973 als Berater der WHO und war seit 1988 Mitglied des Expertenbeirats der WHO.
- Er war bis 2002 Vorsitzender der Europäischen Region der International Epidemiological Association (IEA), des Weltverbands der Epidemiologen.
- Er war aktiv an den Projekten SCORE (Systematic Coronary Risk Evaluation) und KORA/MONICA beteiligt.

## Auszeichnungen
- Frederick H. Epstein Memorial Lecture Award der American Heart Association im Jahr 2007.
- Ehrenpreis Vortrag über Prävention, Deutsche Gesellschaft für Kardiologie im Jahr 2010.
- Jan J. Kellermann Memorial Award der International Academy of Kardiologie im Jahr 2012.

## Positionen
Keil vertrat die Auffassung, Massenphänomene wie Zivilisationskrankheiten müssten nicht nur von der Medizin, sondern in erster Linie von der Gesellschaft selber angegangen werden.

Die Maßnahmen während der COVID19-Pandemie in Deutschland betrachtete er sehr kritisch, da die Datengrundlage nicht wissenschaftlich erhoben worden sei. Die staatlichen Maßnahmen seien überzogen. Ein unabhängiges Expertengremium sei notwendig.
„Ein interdisziplinärer Austausch zwischen Modellierern, Virologen, Immunologen und bevölkerungsbezogen arbeitenden Epidemiologen hätte aus unserer Sicht Politik und Gesellschaft astronomische Fehlrechnungen – mit ihren noch nicht absehbaren Folgen – ersparen können.“

## Publikationen (Auswahl)
- Koautor: The invention of the swine-flu pandemic. European journal of epidemiology. 2012, 26. 187-90. 10.1007/s10654-011-9573-6.
- Healthy ageing and the role of cardiovascular prevention. Cardiology 2013, 126. 25-25.
- Angela Spelsberg und Ulrich Keil. Should we continue covid-19 suppression measures based on a transmission model that ignored pre-existing human immunity? The BMJ, 2020 371. 10.1136/bmj.m3927.
- Koautor: The performance of the SARS-CoV-2 RT-PCR test as a tool for detecting SARS-CoV-2 infection in the population. Journal of Infection 2021. 10.1016/j.jinf.2021.05.022.